# Le kilomètre et le mile à Dourdan

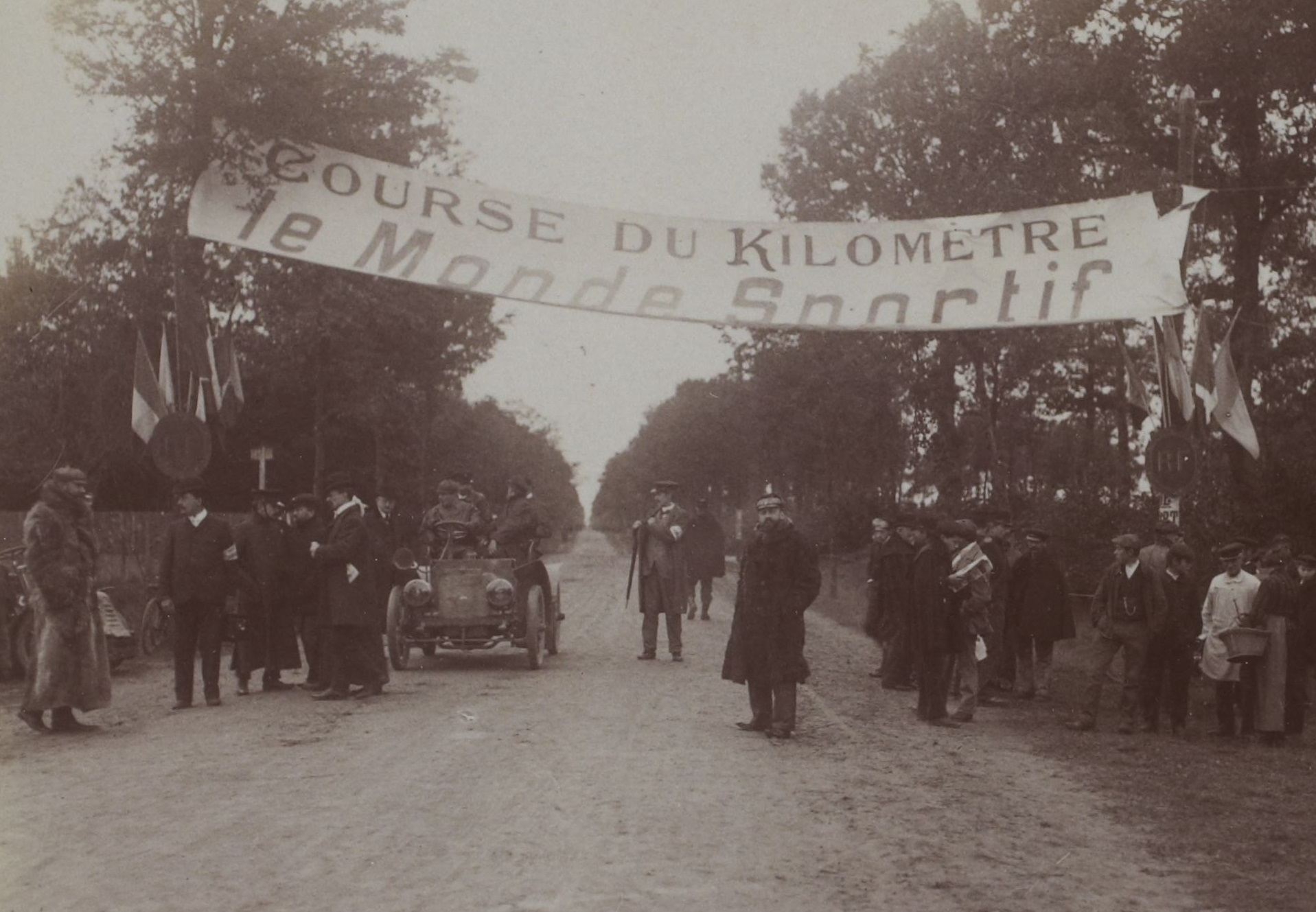
Le kilomètre de Dourdan, Start 1903

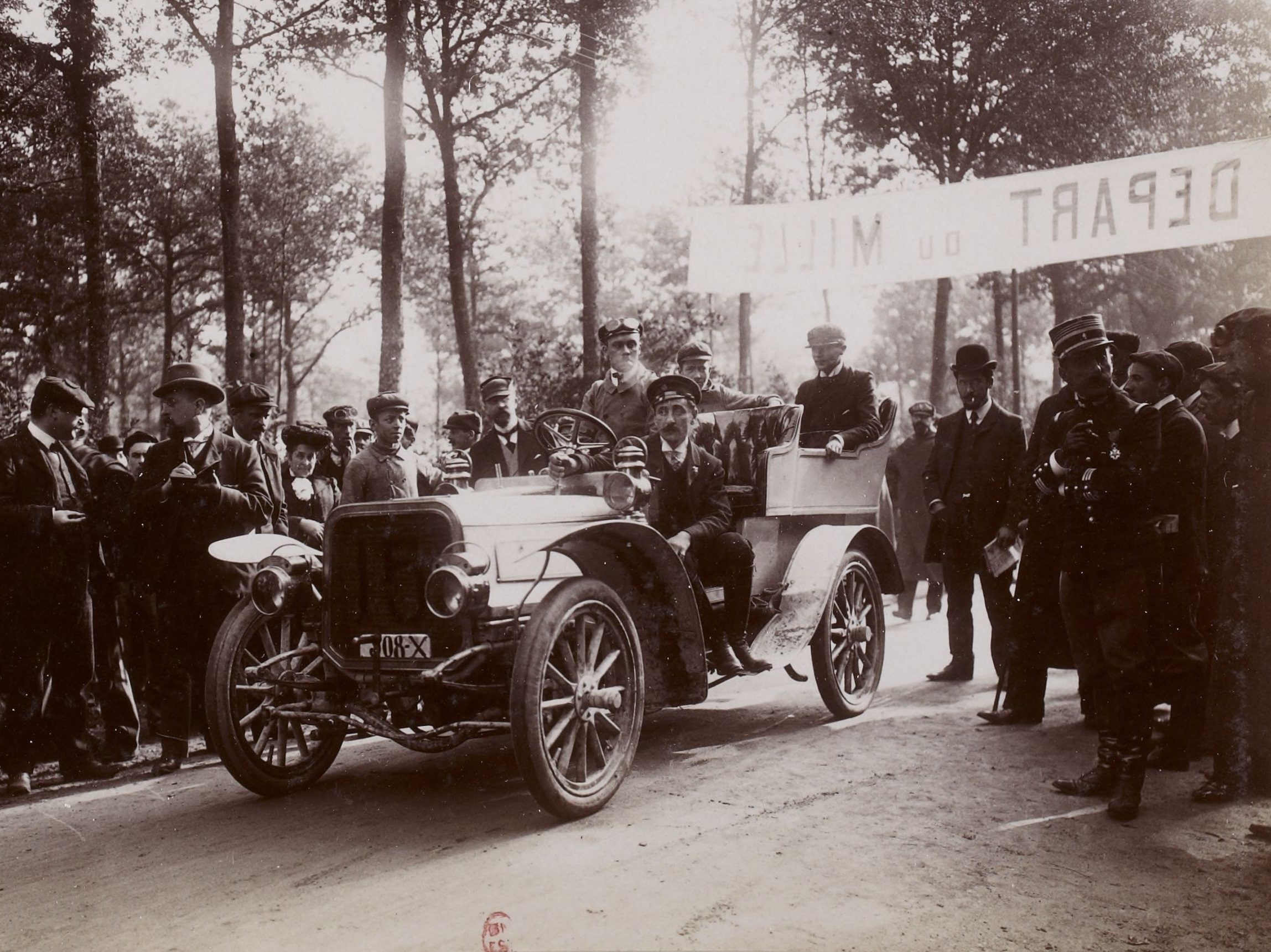
Le kilomètre de Dourdan, Zieleinfahrt 1904

Le kilomètre et le mile à Dourdan (auch Le kilomètre de Dourdan) bezeichnet mehrere Motorsportveranstaltungen, die von etwa 1902 bis 1908 in Dourdan stattfanden. Bei den Veranstaltungen wurden etliche Geschwindigkeitsrekorde aufgestellt.

## Geschichte
Der Name von Le kilomètre et le mile à Dourdan deutet mit einem Kilometer und einer Meile auf die wichtigsten Streckendistanzen von Dourdan, auf denen mehrere Geschwindigkeits- und Weltrekorde aufgestellt wurden. Eine weitere, ebenfalls in Publikationen genutzte Schreibweise zur Strecke ist „Le kilomètre et le mille à Dourdan“, wobei sich dies auf die Strecke von Eintausend Metern und die Start- und Ziel-Streckenendpunkte bezieht. Anfang des 20. Jahrhunderts existierten kaum geeignete Strecken für Automobilrennen oder Geschwindigkeitsrekorde. Der 1895 gegründete Automobile Club de France gab 1901 erstmals technische Reglements für den Motorsport heraus. Die Reglements der Veranstaltungen in Dourdan wurden teilweise, je nach Veranstaltung, davon abweichend festgelegt. Durch Berichte in Zeitungen und Magazinen stieg das Publikumsinteresse an ähnlichen Motorsportereignissen, wie der Coppa Florio, die ab 1900 als Straßenrennen sowie als Rundstreckenrennen in Italien ausgetragen wurde.

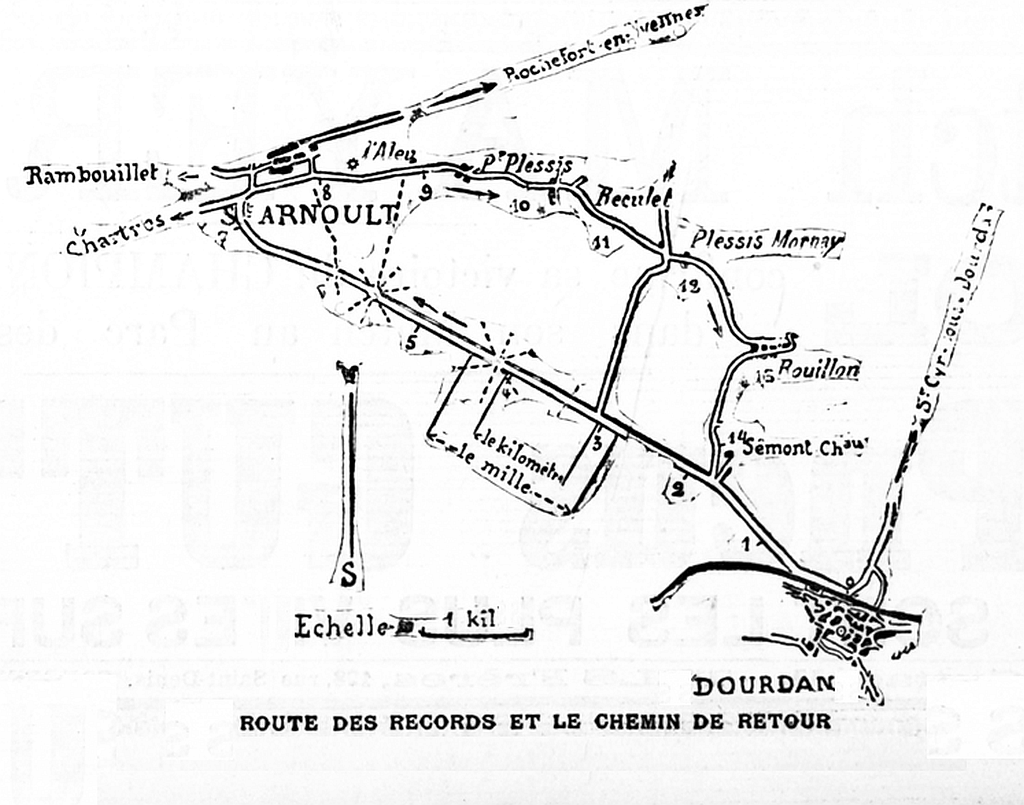
Rekordstrecke und Rückkehrroute im Forêt de Dourdan (1904)

Der Ort Dourdan liegt etwa 50 Kilometer südwestlich des Stadtzentrums von Paris. Dort existierte in den 1900er-Jahren eine für Rennen geeignete lange gerade Strecke zwischen Dourdan und Saint-Arnoult-en-Yvelines. Die geradlinige Strecke der Geschwindigkeitsrekorde (und die Rückkehrroute) verläuft im Gemeindeforst Forêt de Dourdan und ist als Teilabschnitt der D 836 oder Route nationale 836 bekannt. Für Veranstaltungen mit längeren Fahrstrecken wurde als Erweiterung der „Circuit de Dourdan“ (Rundkurs Seine-et-Oise) genutzt, welcher durch die Orte Saint-Arnoult, Dourdan, La Forêt-le-Roi und Ablis führte und 54 Kilometer lang war. Für Straßenrennen wie den Coupe du Motocycle am 25. Juni 1905 mussten die Teilnehmer die Strecke fünfmal abfahren, um die vorgegebene Gesamtlänge des Rennens von 270 Kilometer zu bewältigen. Die Rennen von Dourdan wurden durch verschiedene Interessengruppen wie dem Automobile Club de France (ACF), der Fédération Internationale de Motocyclisme (FIM), dem Motorcycle Club de France (MCF) sowie von der Presse gefördert und als Veranstaltung in der Nähe von Paris vom Publikum geschätzt.
Mit der Gründung des Internationalen Automobilclubs Association Internationale des Automobiles Clubs Reconnus, dem Vorläufer der späteren Fédération Internationale de l’Automobile (FIA) wurden die Veranstaltungen in Frankreich zunehmend größer und ab 1906 mit dem Grand Prix de l’A.C.F. professioneller organisiert. Die Veranstaltungen in Dourdan wurden im Umfeld der Grand-Prix-Veranstaltungen nicht weitergeführt. Damit begann der Niedergang der Veranstaltungen von Le kilomètre et le mille à Dourdan, die 1908 zuletzt in nennenswertem Umfang ausgetragen wurden.
Auf der Strecke von Dourdan wurden einige Geschwindigkeitsrekorde und auch Weltrekorde erzielt, die international bekannt wurden. Die Veranstaltungen wurden in unterschiedlichen Klassen für Motorräder und Automobile ausgerichtet. Nachfolgend eine Übersicht von Ereignissen.

## Geschwindigkeitsrekorde für einen Kilometer mit fliegendem Start

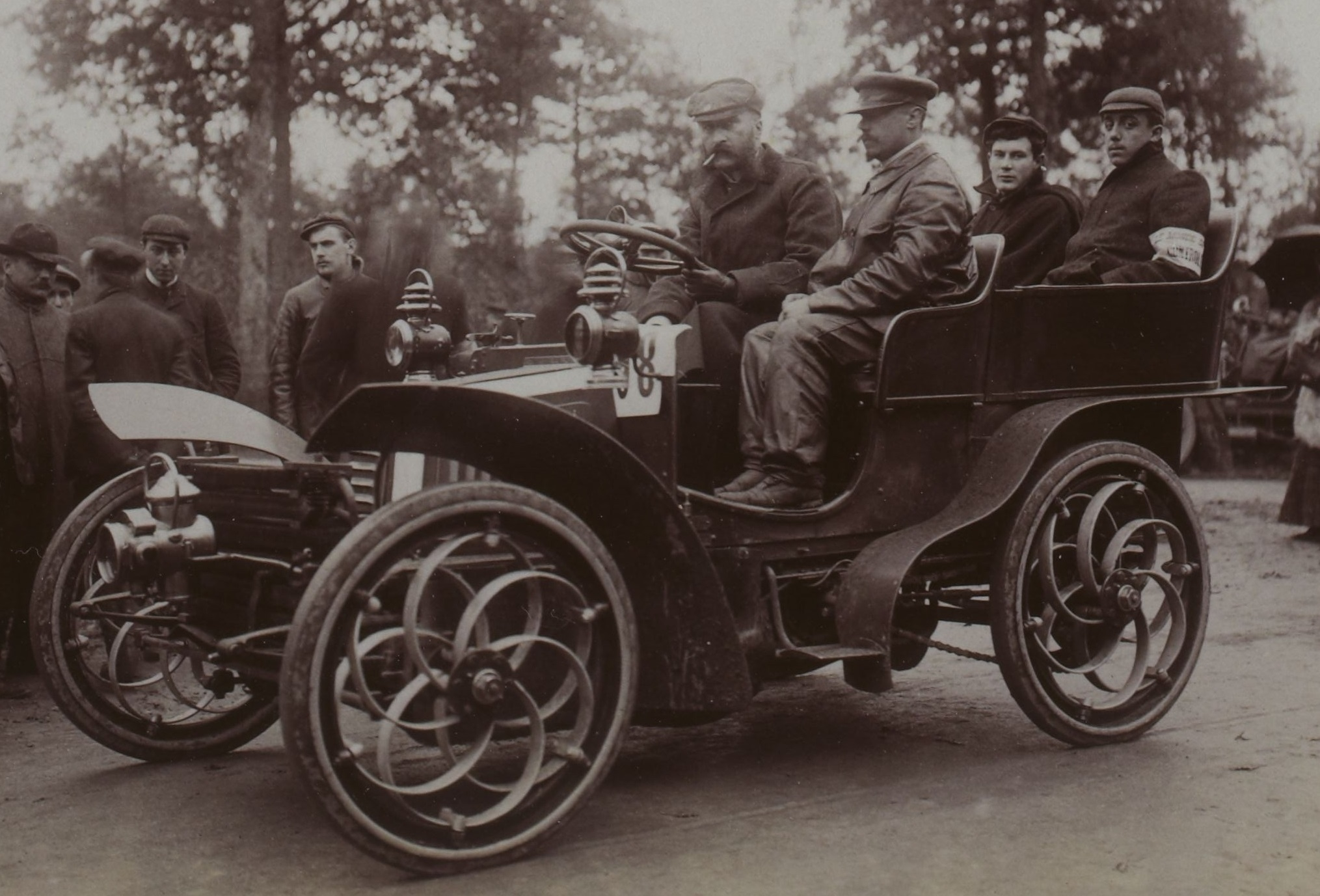
De Cadignan mit Bardon (1903)

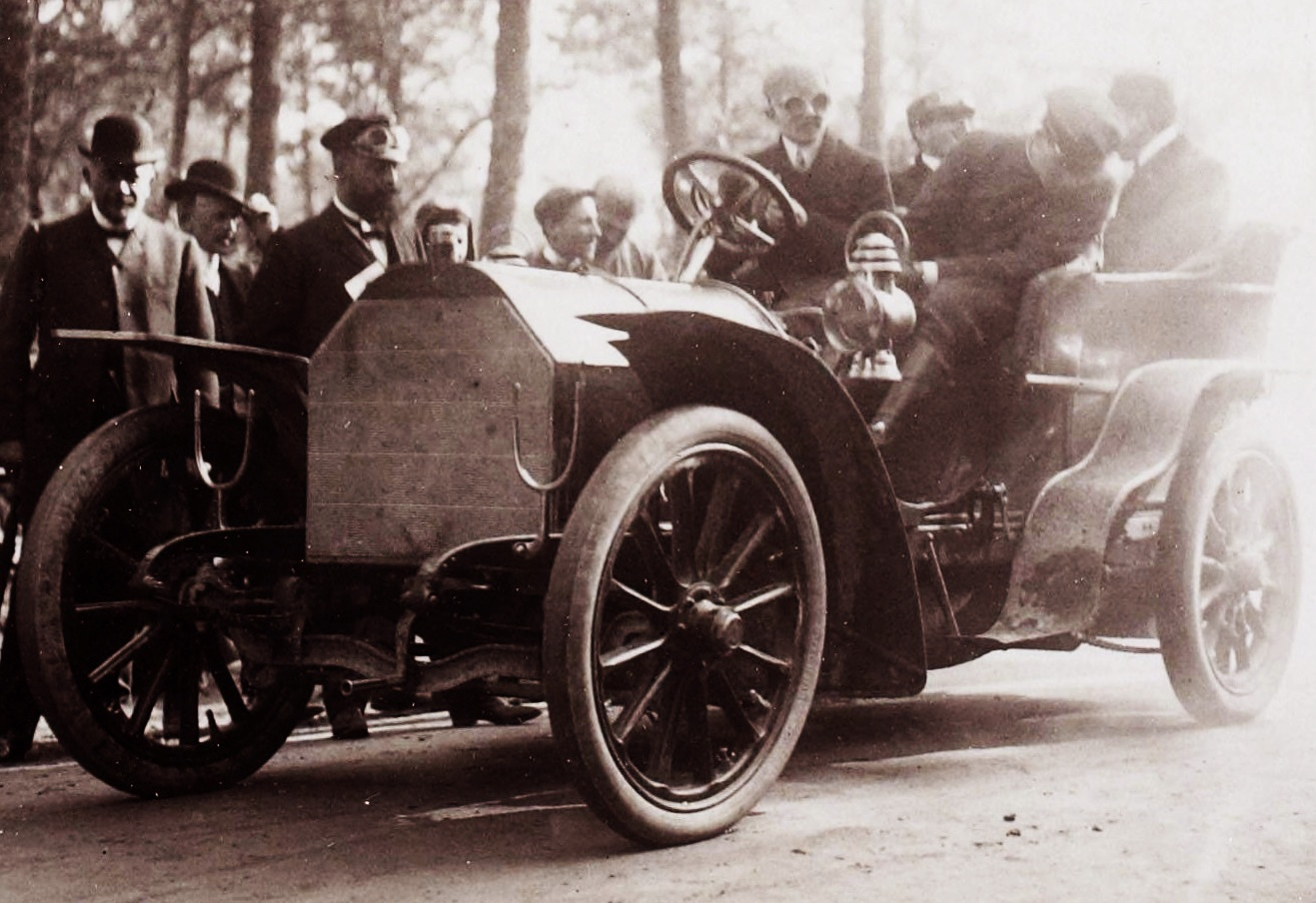
Vincenzo Florio mit Mercedes 60 HP (1904)

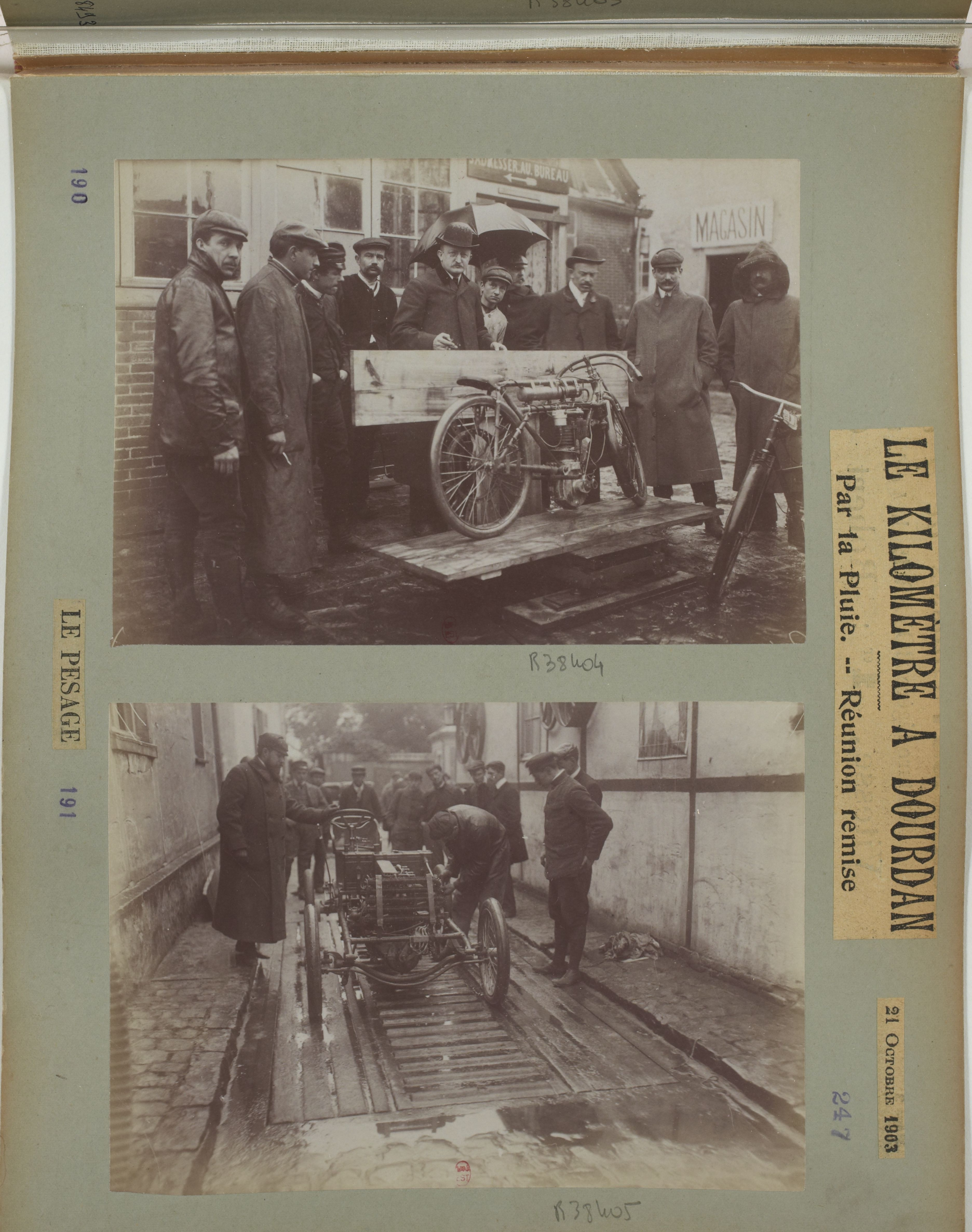
Technische Kontrolle und Fahrzeugwiegen an der Fabrik von „Gautreau“ (Dourdan 1903)

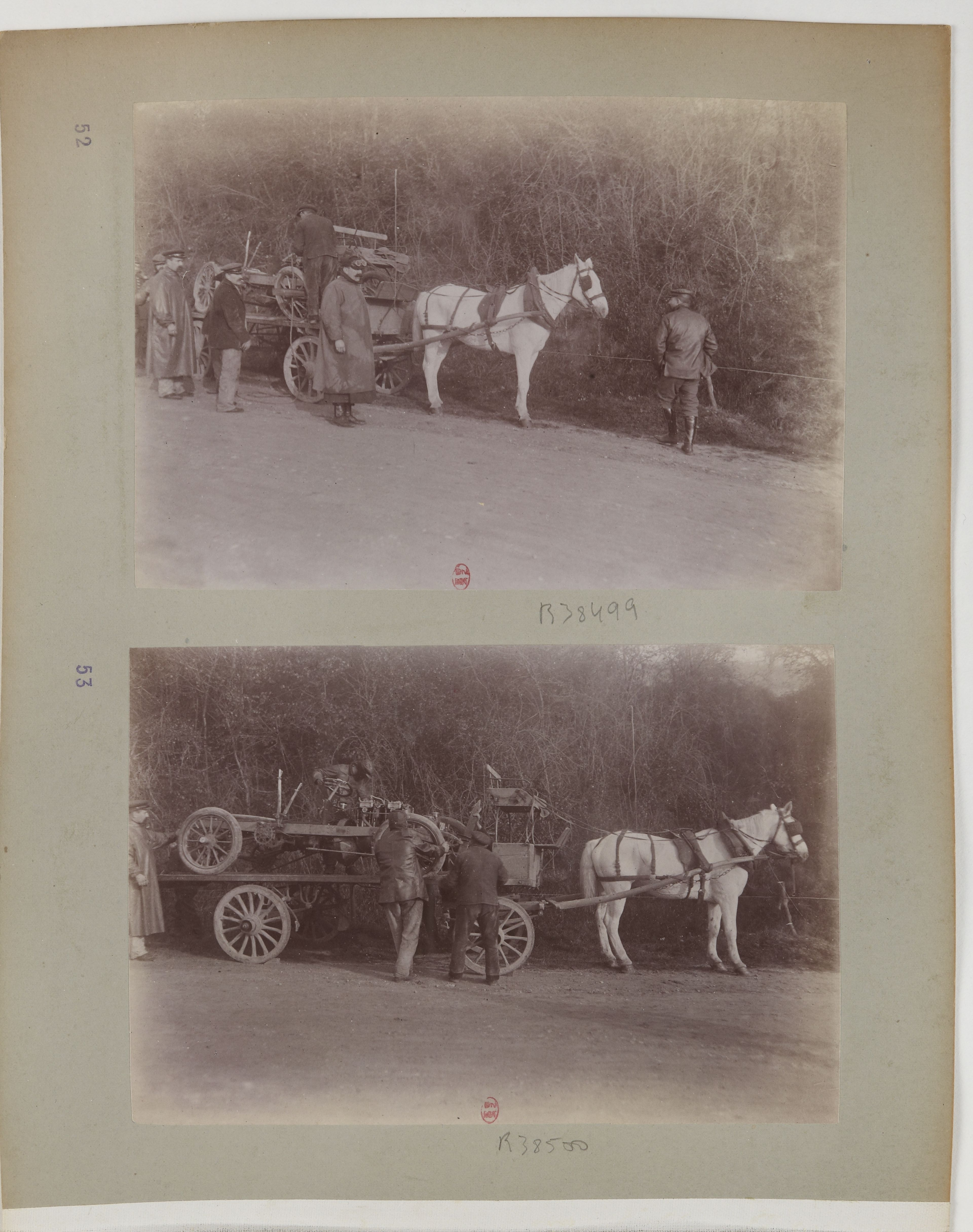
„Abschleppdienst“ für Unfallfahrzeuge mit Pferdegespann (Dourdan 1903–1904)

| Jahr | Datum        | Fahrer                | Hersteller                  | Geschwindigkeit |
| ---- | ------------ | --------------------- | --------------------------- | --------------- |
| 1902 | 5. November  | Henri Fournier        | Mors Z Paris-Vienne         | 122,44 km/h     |
| 1902 | 17. November | Maurice Augières      | Mors Z Paris-Vienne         | 124,13 km/h     |
| 1903 | 5. November  | Arthur Duray          | Gobron-Brillié Paris-Madrid | 136,36 km/h     |
| 1904 | 3. Oktober   | Paul Baras            | Darracq                     | 142,85 km/h     |
| 1905 | 8. Oktober   | Clifford Earp         | Napier                      | 104 km/h        |
| 1906 | 21. Oktober  | Algernon Lee Guinness | Darracq 200 PS              | 180 km/h        |

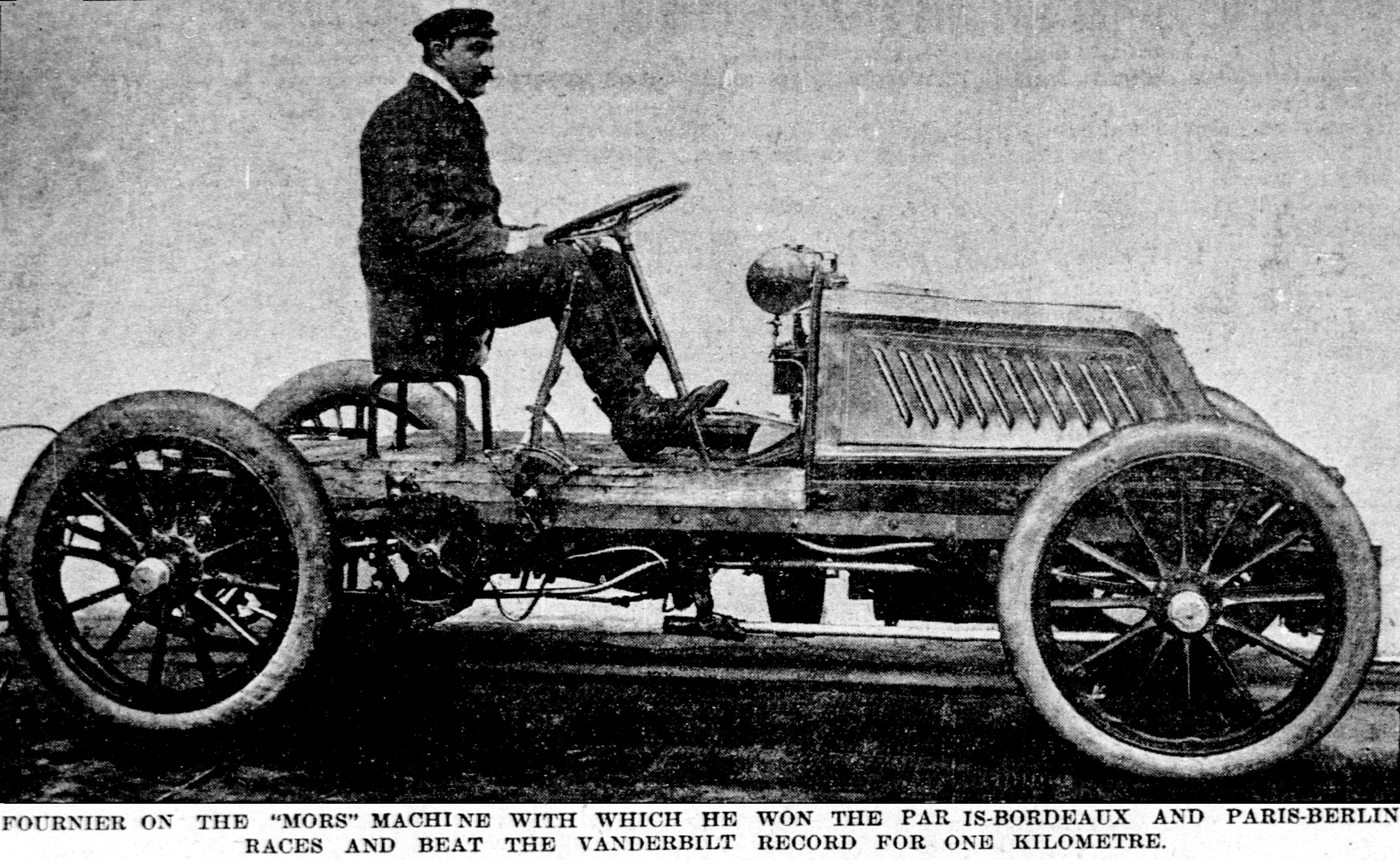
Henri Fournier mit Mors 60 hp (1902)
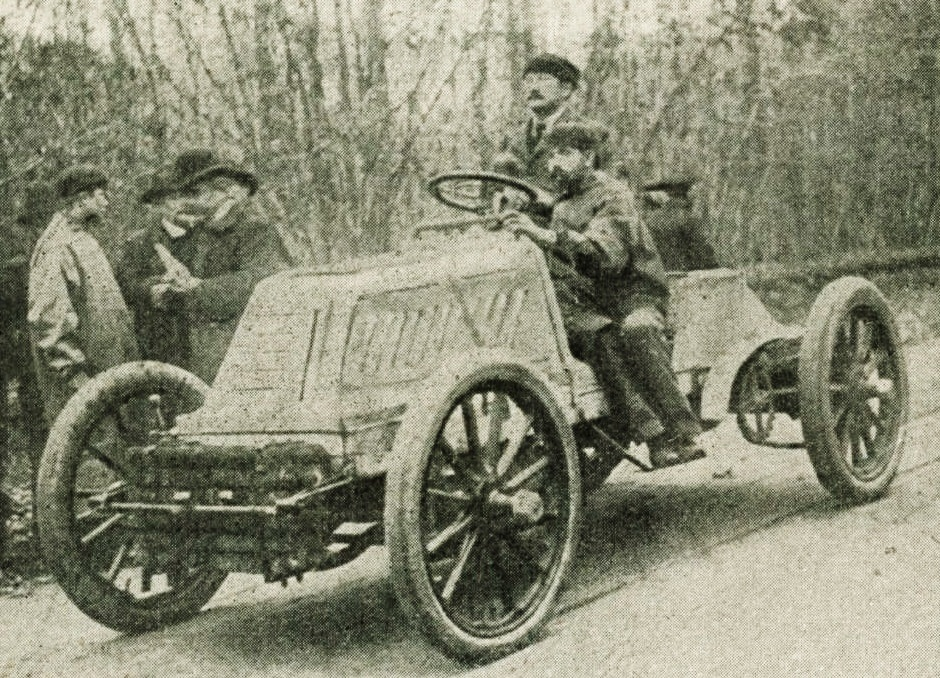
Maurice Augières mit Mors 60 hp (1902)
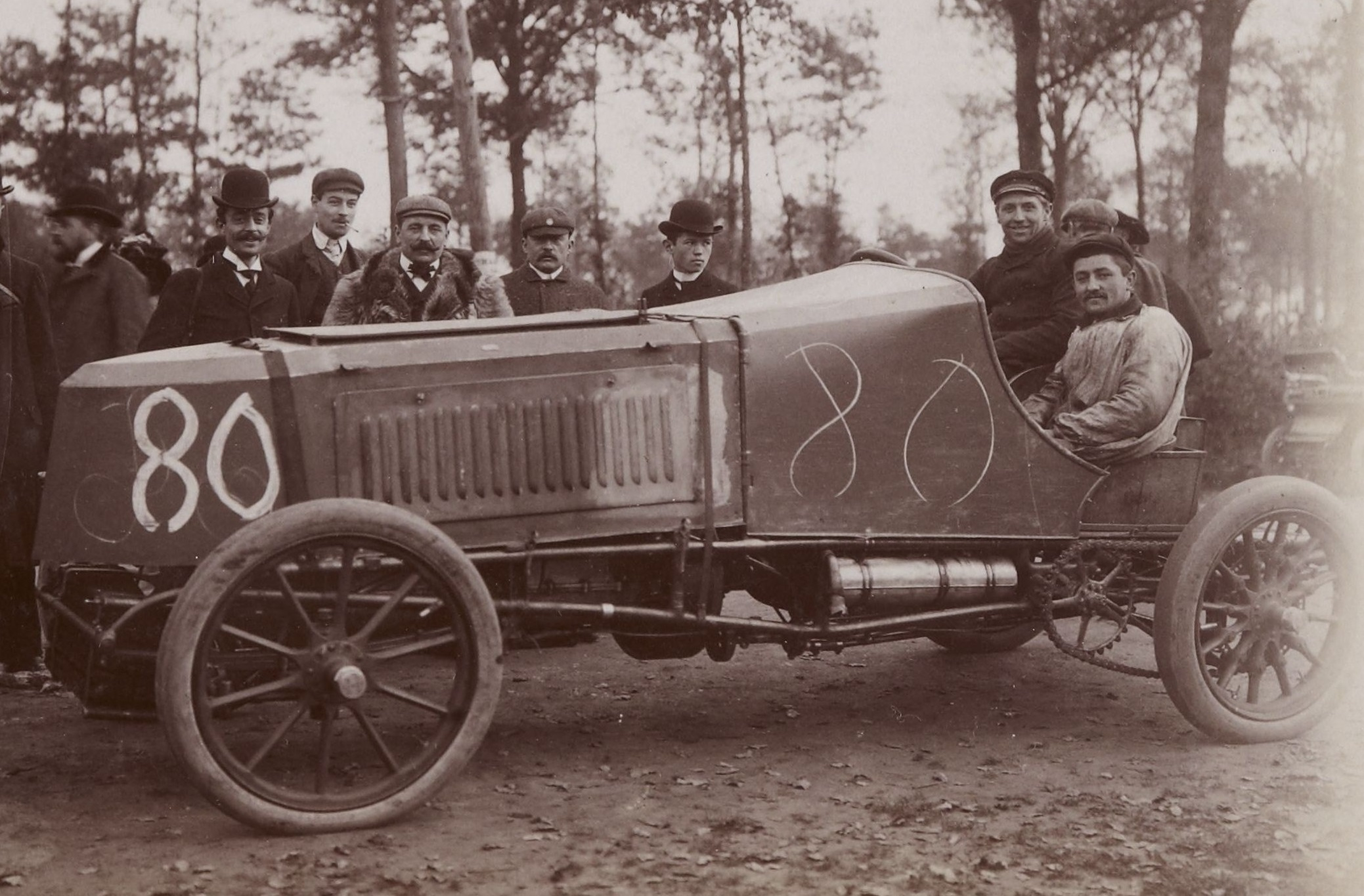
Arthur Duray mit Gobron-Brillié (1903)
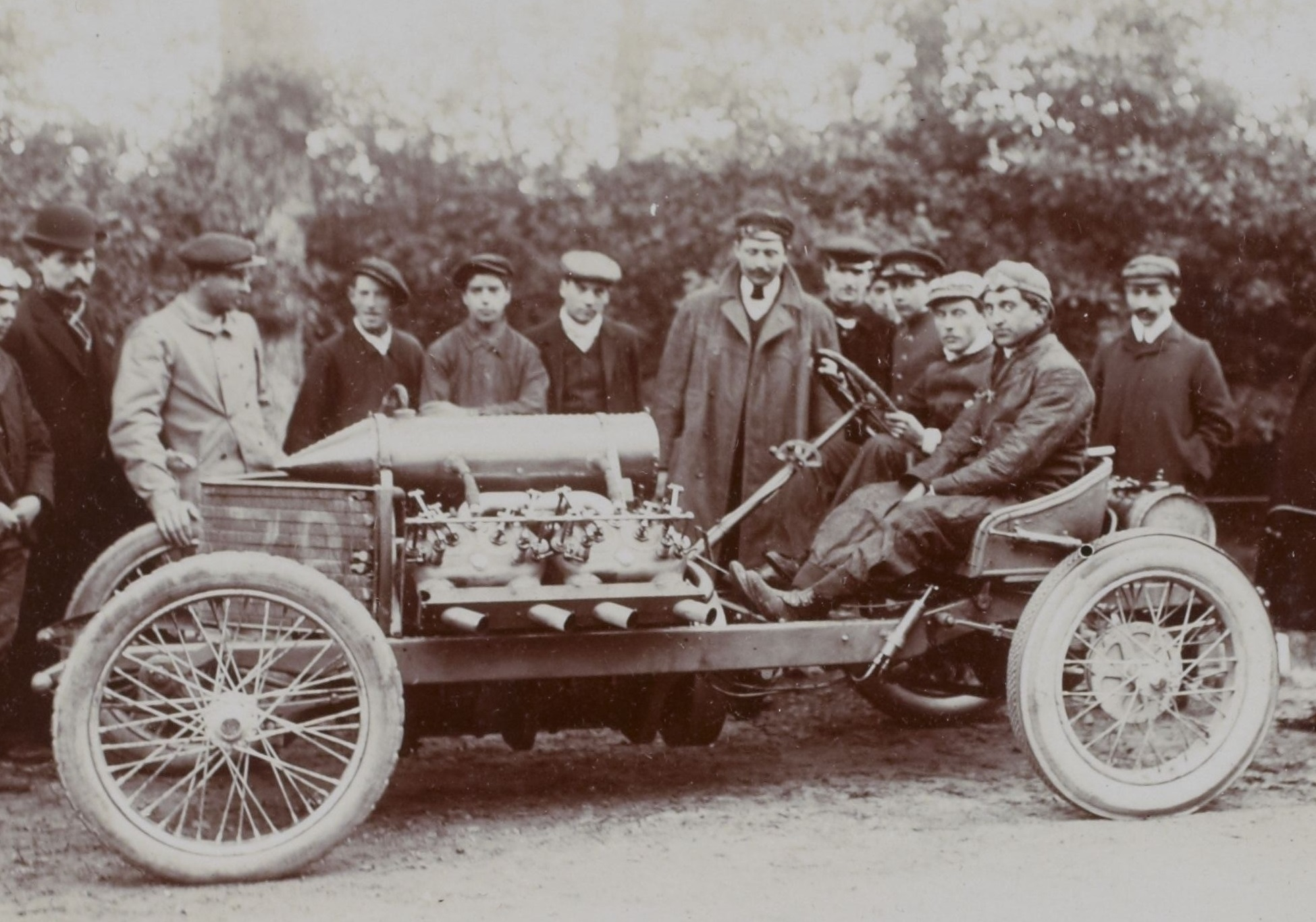
Algernon Lee Guinness mit Darracq (1906)

## Geschwindigkeitsrekorde für eine Meile mit stehendem Start
| Jahr | Datum       | Fahrer       | Hersteller     | Zeit           |
| ---- | ----------- | ------------ | -------------- | -------------- |
| 1905 | 8. Oktober  | Paul Bablot  | Berliet        | 1 Min. 12 Sek. |
| 1906 | 21. Oktober | Louis Naudin | Sizaire-Naudin | 1 Min. 1 Sek.  |

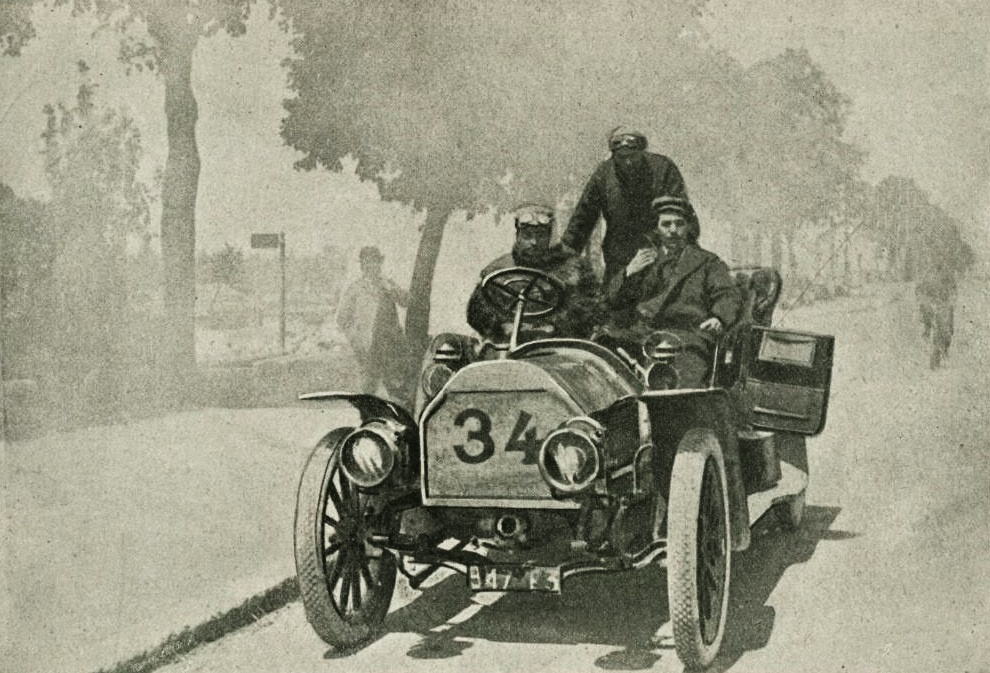
Berliet-Siegerfahrzeug (1905)

## Geschwindigkeitsrekorde mit Motorrädern
| Jahr | Datum       | Fahrer               | Hersteller | Geschwindigkeit |
| ---- | ----------- | -------------------- | ---------- | --------------- |
| 1903 | 21. Oktober | Dominique Lamberjack | Griffon V2 | 104,6 km/h      |
| 1904 | 3. Oktober  | Vincenzo Lanfranchi  | Peugeot V2 | 123,28 km/h     |
| 1905 | 8. Oktober  | Henri Cissac         | Peugeot V2 | 130,43 km/h     |
| 1906 | 21, Oktober | Giosuè Giuppone      | Peugeot V2 | 128,57 km/h     |

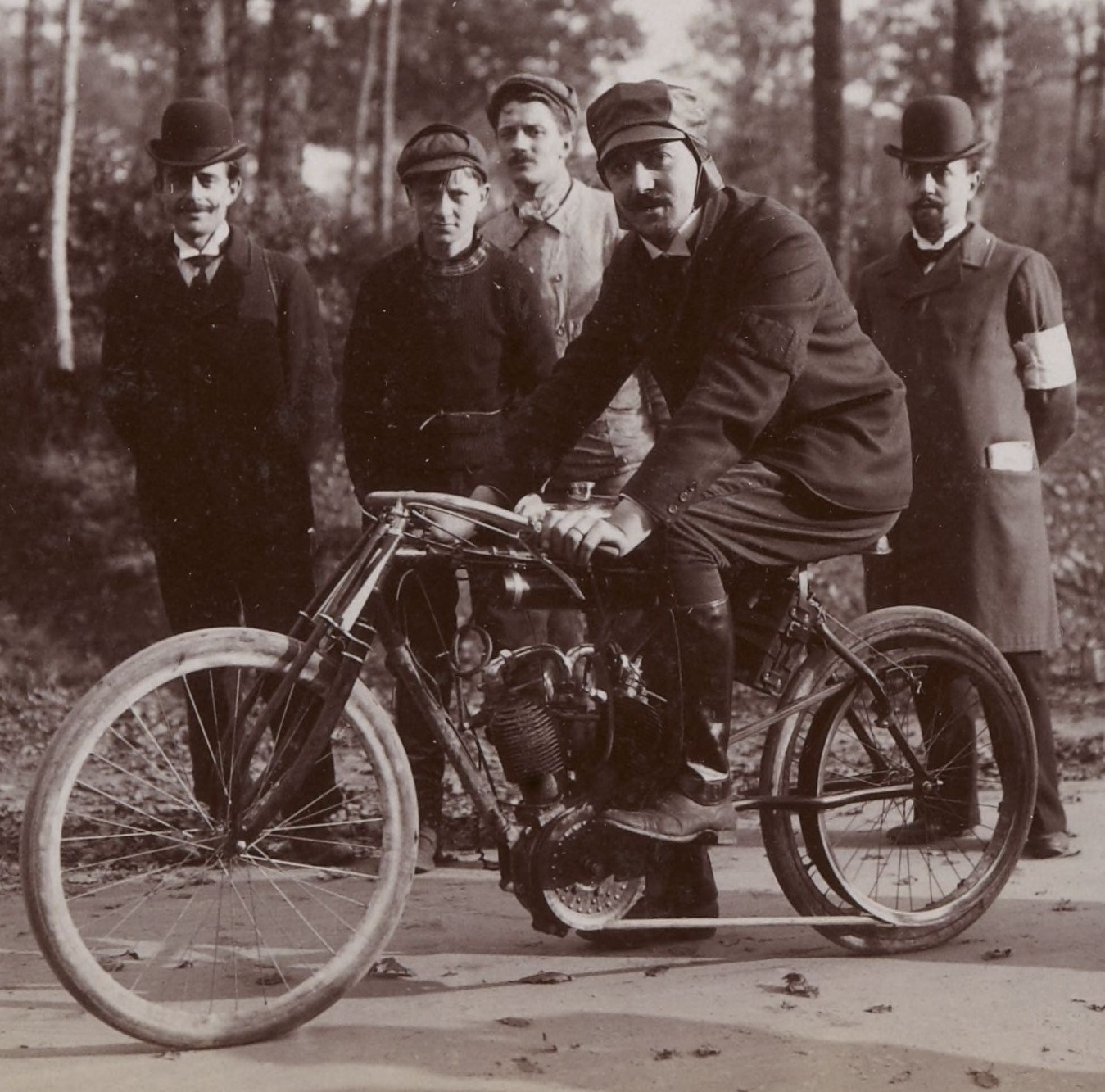
Dominique Lamberjack (1903)
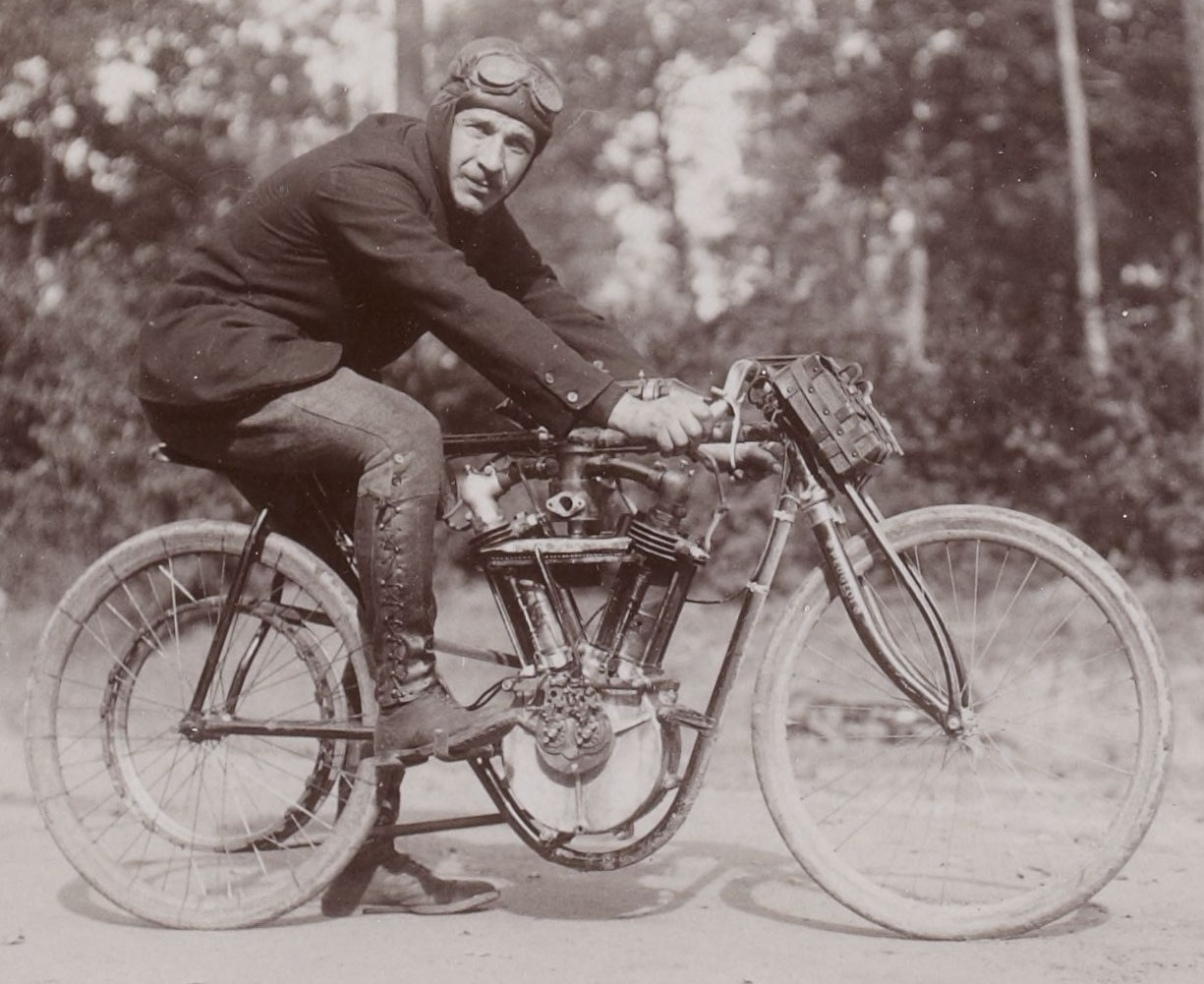
Vincenzo Lanfranchi (1904)
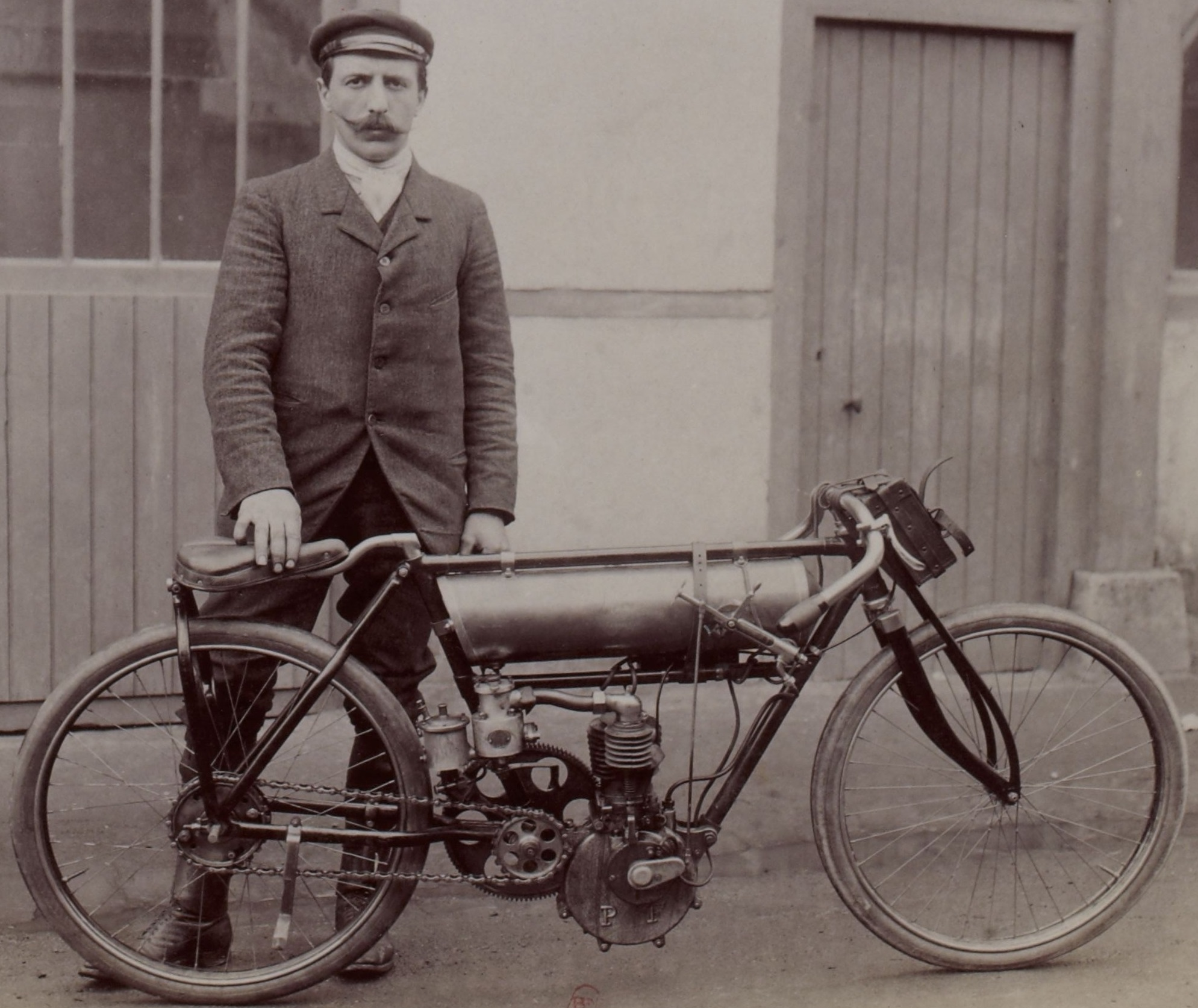
Henri Cissac (1905)
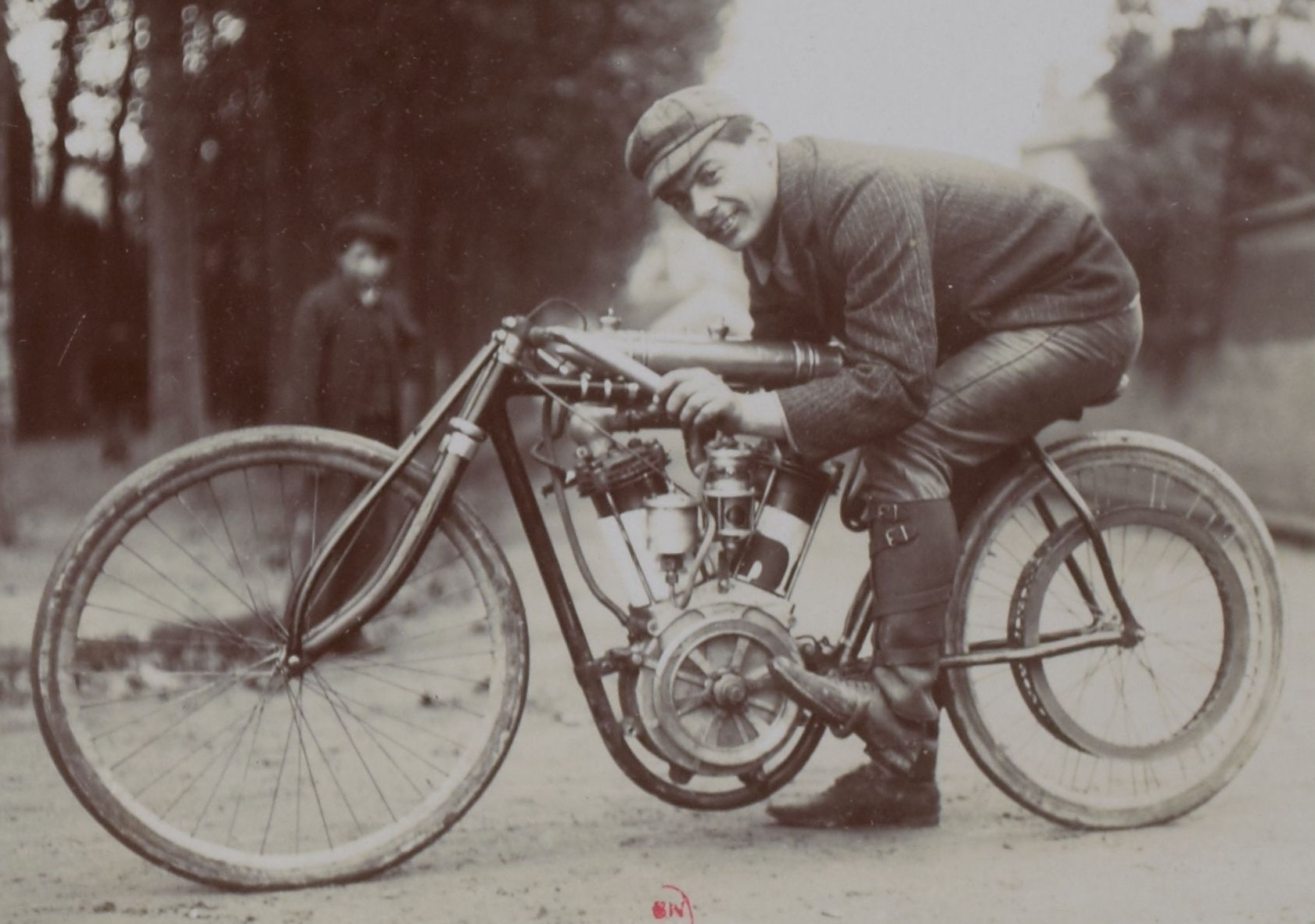
Giosuè Giuppone (1906)

## Geschwindigkeitsrekorde mit Dampffahrzeugen

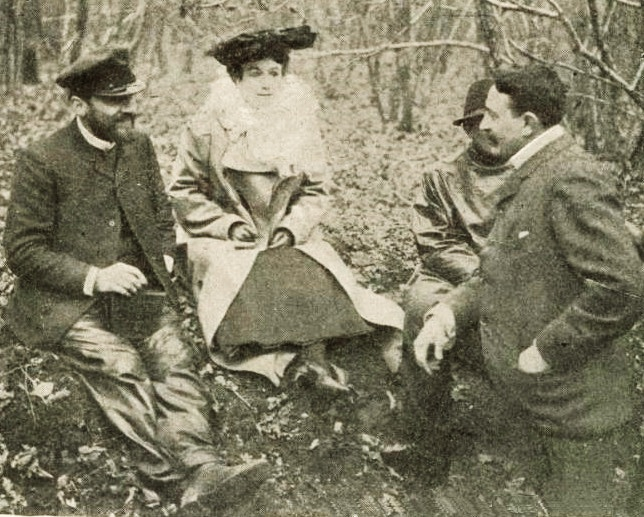
Dampffahrzeugpionier Léon Serpollet mit Ehefrau und Henri Fournier an der Strecke in Dourdan (1902)

| Jahr | Datum       | Fahrer         | Hersteller        | Geschwindigkeit |
| ---- | ----------- | -------------- | ----------------- | --------------- |
| 1903 | 5. November | Hubert Le Blon | Gardner-Serpollet | 130 km/h        |

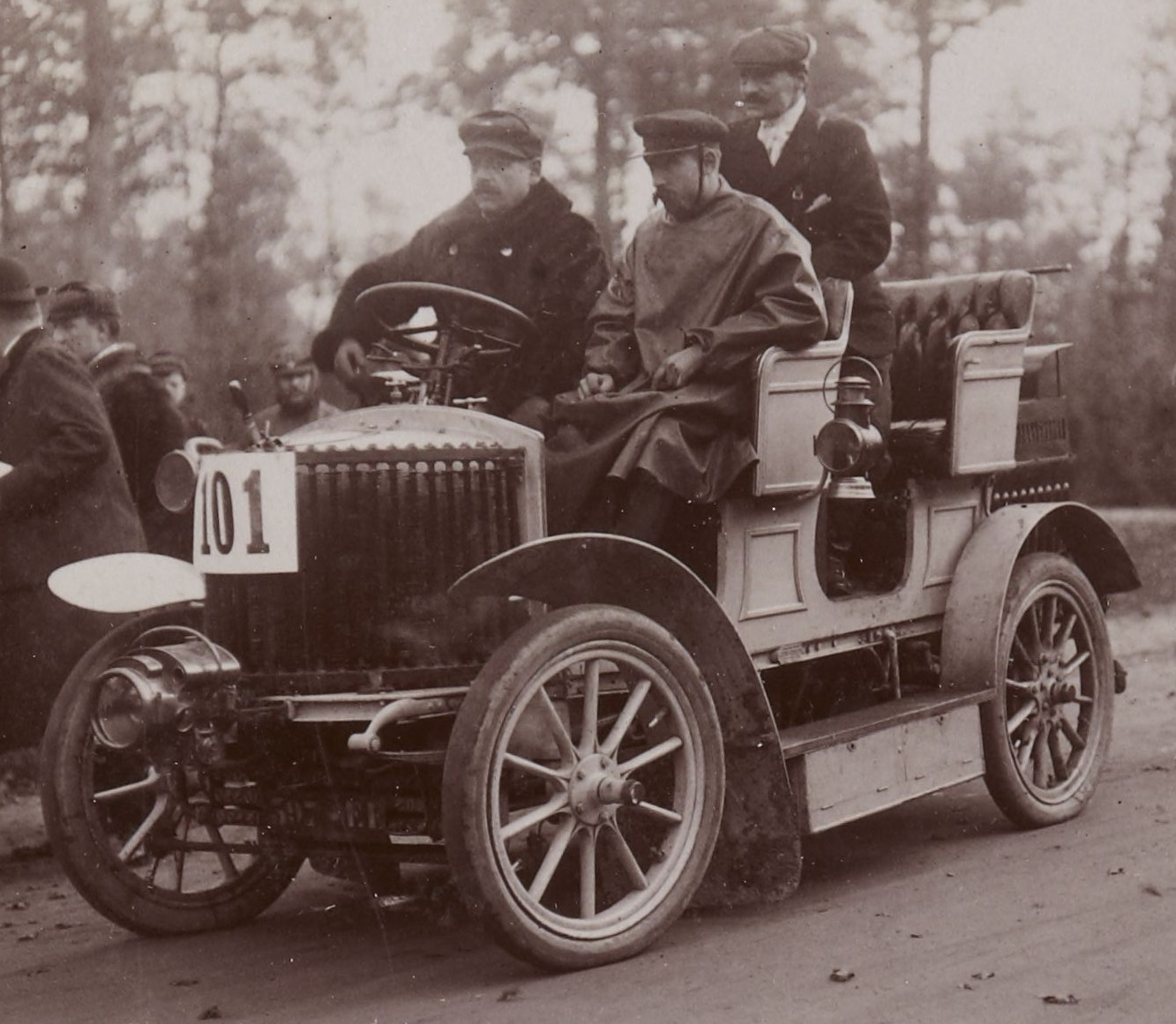
Le Blon mit Serpollet (November 1903)